# فاطمه بی‌باک
فاطمه بی باک (دارای موتور الکتریکی) عضو تیم ملی قایقرانی ایران در دوره‌های هفتم الی نهم مسابقات قهرمانی آسیا(قایقرانی- آبهای آرام) بود.

## هفتمین دوره مسابقات قهرمانی آسیا(۱۳۷۶–۱۹۹۷) کره جنوبی
تورینگ دونفره ۱۰۰۰متر- فرحناز امیرشقاقی و فاطمه بی باک- مدال برنز

## هشتمین دوره مسابقات قهرمانی آسیا(۱۳۷۸–۱۹۹۹) چندو- چین
تورینگ دونفره۵۰۰ متر- فرحناز امیرشقاقی و فاطمه بی باک- مدال نقره

## نهمین دوره مسابقات قهرمانی آسیا(۱۳۸۱–۲۰۰۲)دریاچه آزادیتهران-ایران
تورینگ دونفره ۵۰۰متر بزرگسالان- فرحناز امیرشقاقی و فاطمه بی باک- مدال نقره